# Miss Monde 1952
Miss Monde 1952, est la 2e élection de Miss Monde, qui s'est déroulée au Lyceum Theatre, à Londres, au Royaume-Uni le 14 novembre 1952. 
Pour la première fois dans l'histoire de Miss Monde, un « back-to-back » s'est instauré dans le palmarès. En effet, la gagnante, May Louise Flodin, Miss Suède, a été couronnée par sa compatriote suédoise Kicki Håkansson, Miss Monde 1951. Elle est la deuxième suédoise à remporter le titre de Miss Monde.

## Résultats
| Résultat final  | Candidates                  |
| --------------- | --------------------------- |
| Miss Monde 1952 | - Suède - May Louise Flodin |
| 1re dauphine    | - Suisse - Sylvia Müller    |
| 2e dauphine     | - Allemagne - Vera Marks    |
| 3e dauphine     | - Finlande - Eva Hellas     |
| 4e dauphine     | - USA - Tally Richards      |

## Candidates

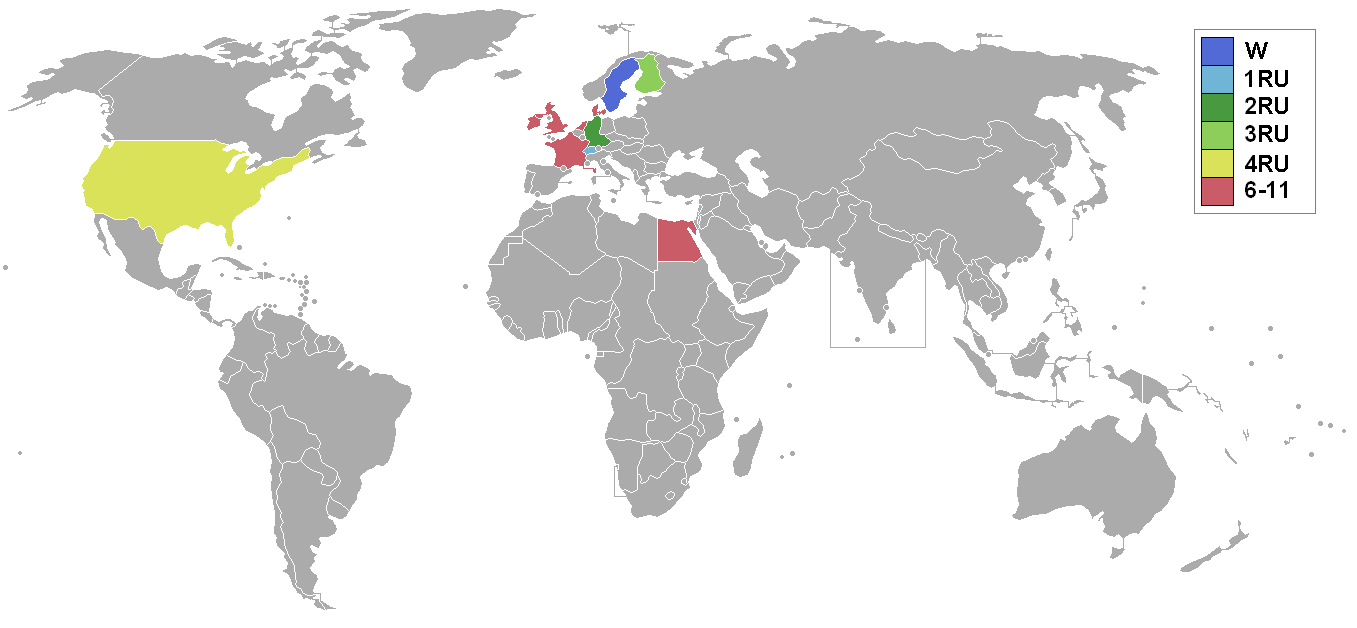
Pays des participantes et résultats

| Pays            | Candidate                       | Âge    | Domicile              |
| --------------- | ------------------------------- | ------ | --------------------- |
| Allemagne       | Vera Marks                      | 19 ans | Francfort-sur-le-Main |
| Danemark        | Lillian Christensen             | NC     | NC                    |
| Finlande        | Eva Maria Hellas (°1933-†2016)  | 19 ans | Helsinki              |
| France          | Nicole Drouin (°1928-†2010)     | 22 ans | Paris                 |
| Irlande         | Eithne Dunne                    | 18 ans | Dublin                |
| Grande-Bretagne | Doreen Dawne                    | NC     | NC                    |
| Grande-Bretagne | Marleen Ann Dee                 | NC     | NC                    |
| Pays-Bas        | Sanny Weitner                   | NC     | NC                    |
| Suède           | May Louise Flodin (°1934-†2011) | 18 ans | Gothenburg            |
| Suisse          | Sylvia Müller                   | 20 ans | Genève                |
| USA             | Tally Richards (°1938-†2008)    | 24 ans | New York              |

## Observations